# Klikuszowa
Klikuszowa ist eine Ortschaft mit einem Schulzenamt der Landgemeinde Nowy Targ im Powiat Nowotarski der Woiwodschaft Kleinpolen in Polen.

## Geographie
Der Ort liegt am Bach Lepietnica unter den Gorcen.

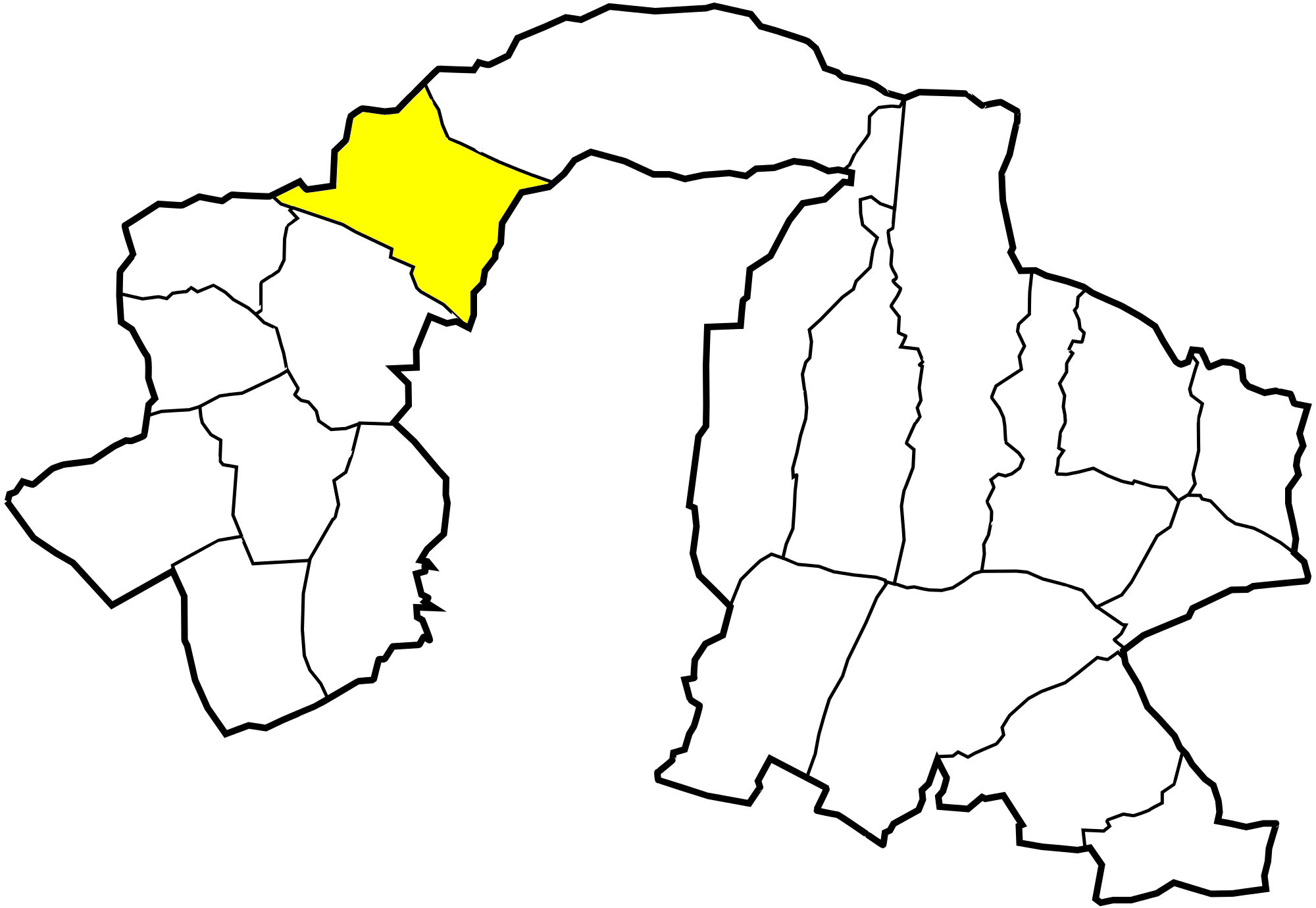
Dorf in der Gemeinde

## Geschichte
Der Ort wurde im Jahre 1389 erstmals erwähnt, und zwar als ein etwas früher nach Deutschem Recht gegründetes Dorf auf einem alten Handelsweg nach Ungarn. Die Einwohner waren meistens Schäfer.
Bei der Ersten Teilung Polens kam das Dorf 1772 zum neuen Königreich Galizien und Lodomerien des habsburgischen Kaiserreichs (ab 1804).
1918, nach dem Ende des Ersten Weltkriegs und dem Zusammenbruch der k.u.k. Monarchie, kam Klikuszowa zu Polen. Unterbrochen wurde dies nur durch die Besetzung Polens durch die Wehrmacht im Zweiten Weltkrieg.
Von 1975 bis 1998 gehörte Klikuszowa zur Woiwodschaft Nowy Sącz.

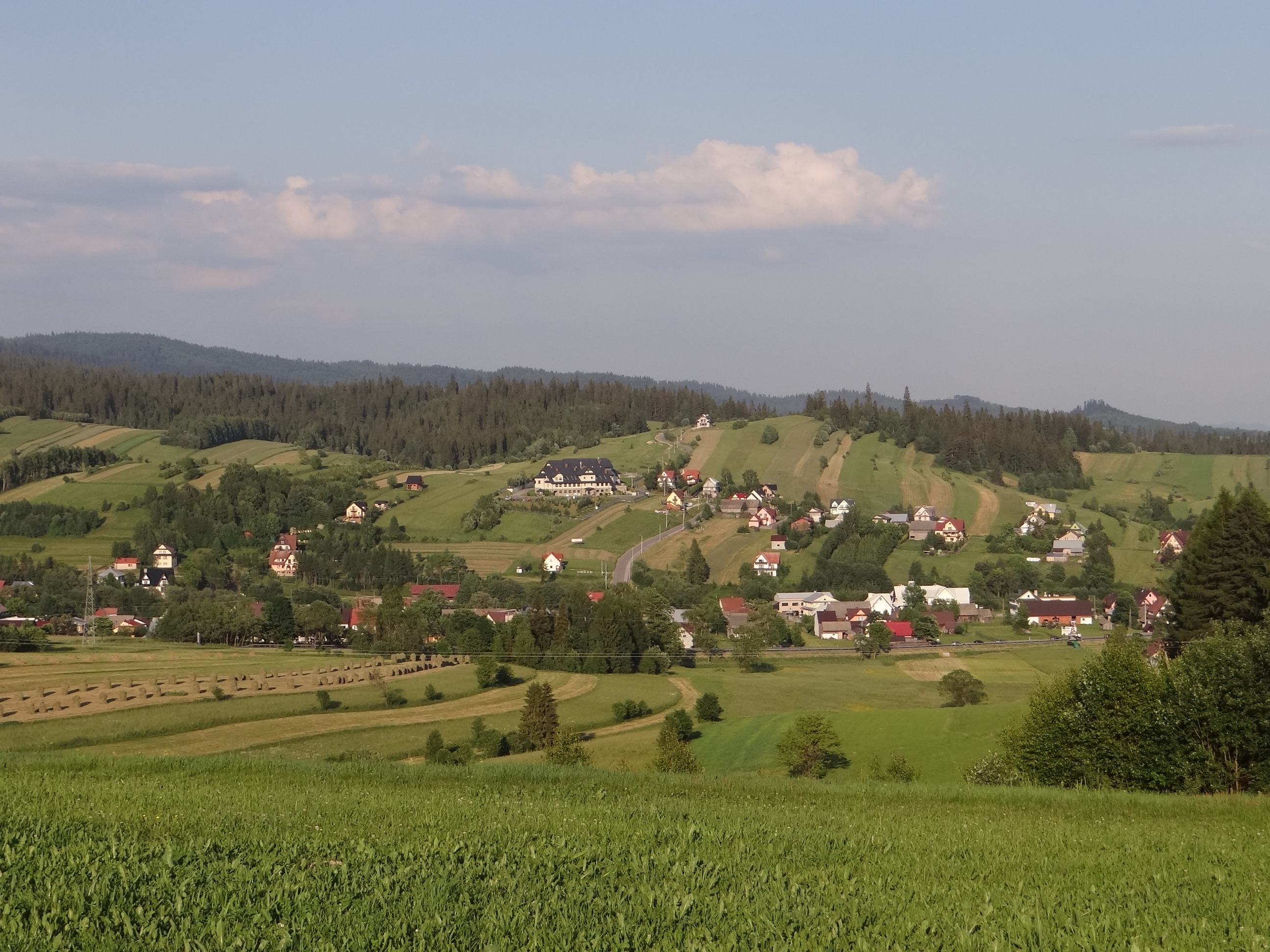
Ortsansicht
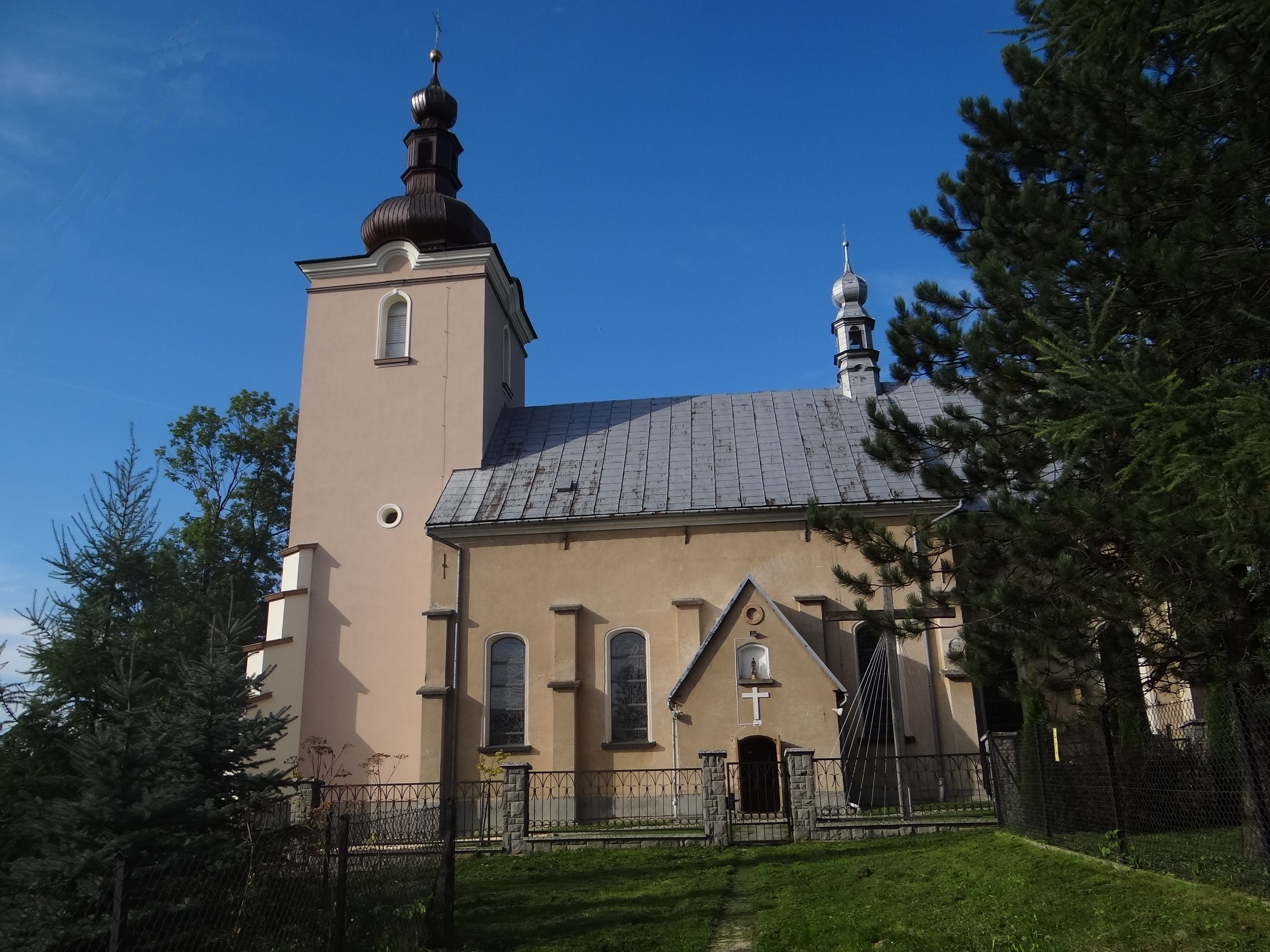
Kirche